# Dakxa
En el marc de l'hinduisme, Dakxa (दक्ष ‘l'hàbil') és un antic déu creador, un dels prajapatis

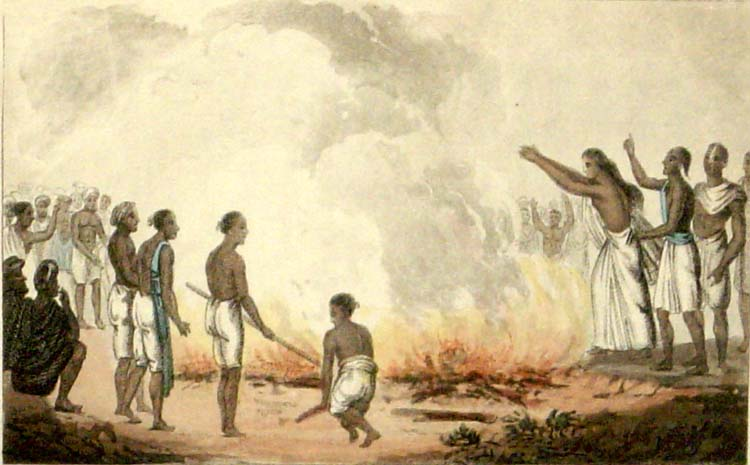
Una vídua hindú es llança a la pira amb el cadàver del seu marit (Frederic Shoberl: El món en miniatura: Hindustan. Londres: R. Ackerman, 1820 aprox.)

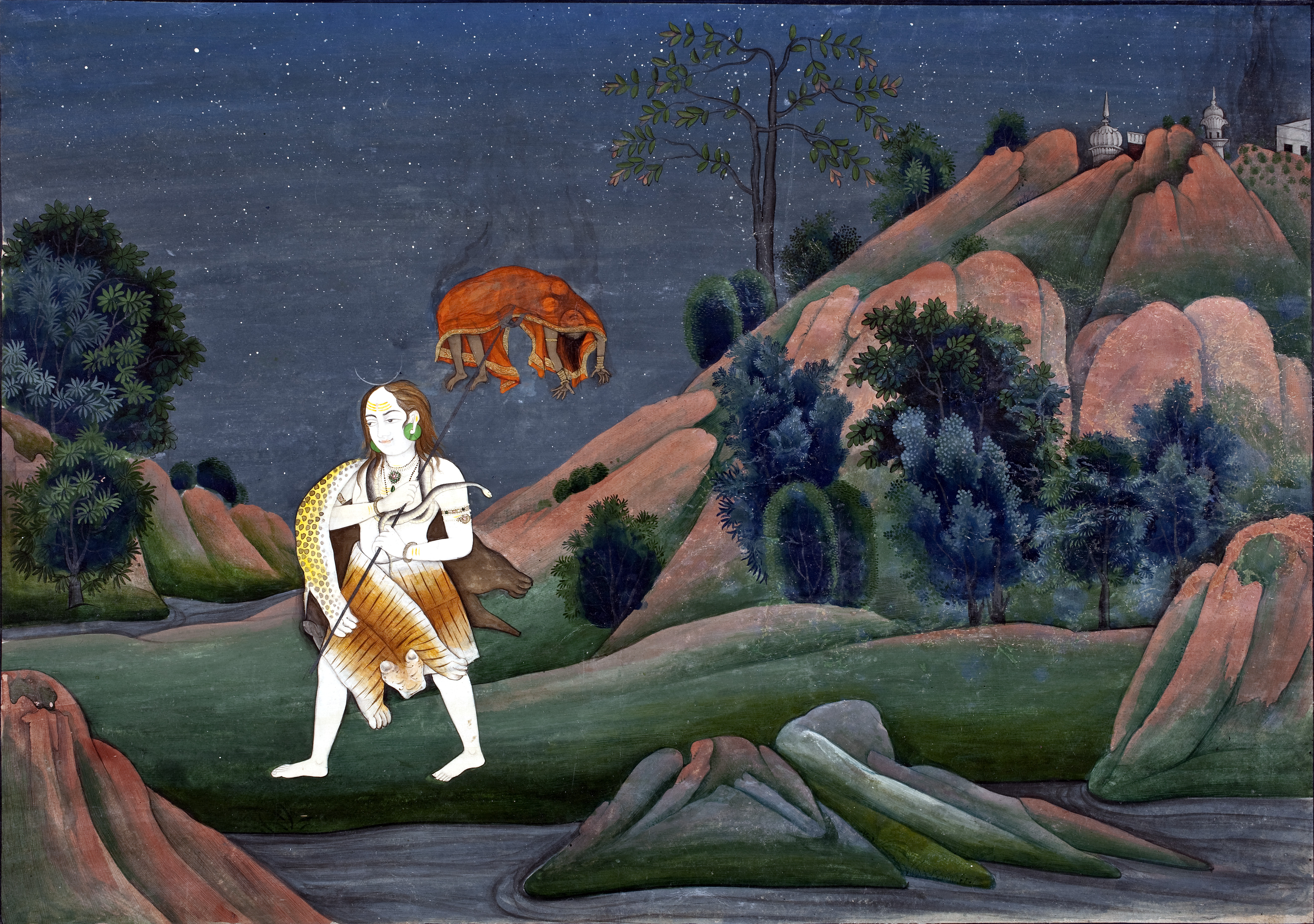
Xiva torna al seu estatge amb el cadàver de la seua esposa Sati clavat al seu trident

dels rixis i dels aditià.
Era fill d'Aditi i del déu Brama.

## Les filles de Dakxa
Segons l'escriptor Kashiapa, ell no era fill d'Aditi sinó pare d'ella (que junt amb Diti, eren esposes de Kaxiapa). Potser Dakxa simplement li posà a sa filla Aditi el nom de la seua mare (de Dakxa).
Amb la seua esposa Prasuti, fou pare de 13 filles:
- Aditi
- Diti
- Danu, que és la mare de tots els malvats danavà (un tipus de dimonis)
- Kala
- Danaiu
- Simhika
- Krodha (ira)
- Pradha
- Vixva
- Vinata
- Kapila
- Muni
- Kadru.[2]

En aquesta llista manca la filla més important de Dakxa, anomenada Dakxaiani (‘filla de Dakxa’), que després de suïcidar-se seria recordada com Sati.
En l'hinduisme i la medicina hinduista Aiurvedaes considera que un home que té filles i no fills no és massa potent ni viril. No hi ha, és clar, cap estudi que puga verificar aquesta relació entre virilitat i sexe dels fills.

### Altres filles
- Bharani i Anuradha, que es casaren amb Candra (déu de la Lluna).
- Rati es casà amb Kamadeva (el déu de l'amor).
- Sankalpa (la iniciativa o volició) l'esmenta el diccionari sànscrit-anglés de Monnier-Williams.

Una teoria identifica Samkalpa amb Lubhiati, paraula sànscrita que prové de la indoeuropea que generà libido (desig) i love en anglés (amor).

### Explicació mítica de les fases de la lluna
Algunes d'aquestes filles es casaren amb el déu de la Lluna, Soma.
Dakxa descobrí que Soma afavoria una de les seues esposes, Rohini, sobre les altres, ignorant les seues necessitats.
Per això, Dakxa maleí la lluna a minvar i morir.
Les filles hi intervingueren i van fer que la mort en fora periòdica, simbolitzada per la seua crescuda i minva.

## Història de Dakxaiani (Sati) i Xiva
En llegendes hinduistes posteriors, Dakxa esdevé un prajapati (‘pare de [gran] prole’, progenitor de tota la humanitat) o un dels fills del déu Brama.
Una de les seues filles (a vegades es diu que la més jove) era Sati.
L'asceta Xiva li va fer creure que era una encarnació de la dea Xacti, i la convidà a viure plegats.
Dakxa li ho prohibí, adduint que Xiva era un estrany i brut asceta que estava envoltat de tota classe de persones nocives i monstruoses, que visitava els crematoris i es cobria amb les cendres dels morts i que no aconseguiria cobrir les seues necessitats, però Daksxaiani (Sati) el desobeí i marxà amb Xiva.

### El sacrifici de cavall de Dakxa
De llavors ençà, Dakxa es distancià de la seua filla Sati i el seu gendre Xiva.
Aquesta enemistat culminà en un gran sacrifici de cavall que ell havia organitzat, a què convidà a tots els seus amics, coneguts, familiars, rixis (savis ioguis), cortesans i súbdits.
A dretcient exclogué Sati de la llista de convidats.
Fins i tot a l'entrada de sa casa posà una estàtua de Xiva (que ja començava a ser considerat un déu), de la qual es burlava i embrutava amb menjar.
Sati, atreta per la idea de participar en l'important iagna, suposà que la filla del rei seria benvinguda tot i que no hi hagués estat convidada.
Segons el Bagavata-purana, Xiva li aconsellà que no hi anàs, però en veure-la tan decidida envià un grup dels seus deixebles amb ella.
Quan Sati hi arribà, son pare la va tractar amb desdeny, però Sati mantingué les formes.
Quan Dakxa feu un discurs en què es burlava de Xiva, Sati, ferida en el cor, es llançà a l'immens foc del sacrifici i se suïcidà.
Els déus prengueren el cadàver i el tallaren en trossos (com es fa amb el cavall que se sacrifica en l'ashua medha iagna). Allà on van caure els trossos s'aixecaren temples.
En saber la mort de Sati, els assistents de Xiva (que l'esperaven fora) entraren en la cerimònia i mataren alguns convidats.
El savi Brigu rixi invocà els dimonis, que atacaren als servents de Xiva, i se'n tornaren a l'estatge de Xiva.
Aquest, en sentir les notícies de la mort de la seua única esposa, enfurit, agafà una rasta dels seus embullats cabells i l'estavellà contra el terra.
En sorgí llavors el terrible Virabadra.
De la ira de la dea Xacti va sorgir Kali.
Per les ordres de Xiva entraren en la cerimònia i decapitaren Dakxa i molts invitats.
Aterrits i amb remordiment, els que hi restaren demanaren a Xiva que fos misericordiós i retornàs la vida a Dakxa i permetés que el sacrifici es completàs.
Xiva, el Misericordiós, li col·locà un cap de cabra i el ressuscità.
Amb humilitat i penedit dels seus actes, Dakxa es va convertir en un altre seguidor de Xiva, considerat un déu.
Xiva replegà els trossos del cadàver de Dakxaiani (que ara seria coneguda com la casta Sati) clavats al seu trident. En el seu estatge feu una dansa salvatge de dolor, en honor d'ella.
Shivá tornà a casar-se amb una dona anomenada Pàrvati ('filla de la muntanya Parvata) i Xiva va dir que era la reencarnació de Sati, per això ell seguiria sent monògam.
Ella, convençuda de ser Dakxaiani, li jurà que mai més faria cap cosa pel seu compte.

## Ubicació del sacrifici

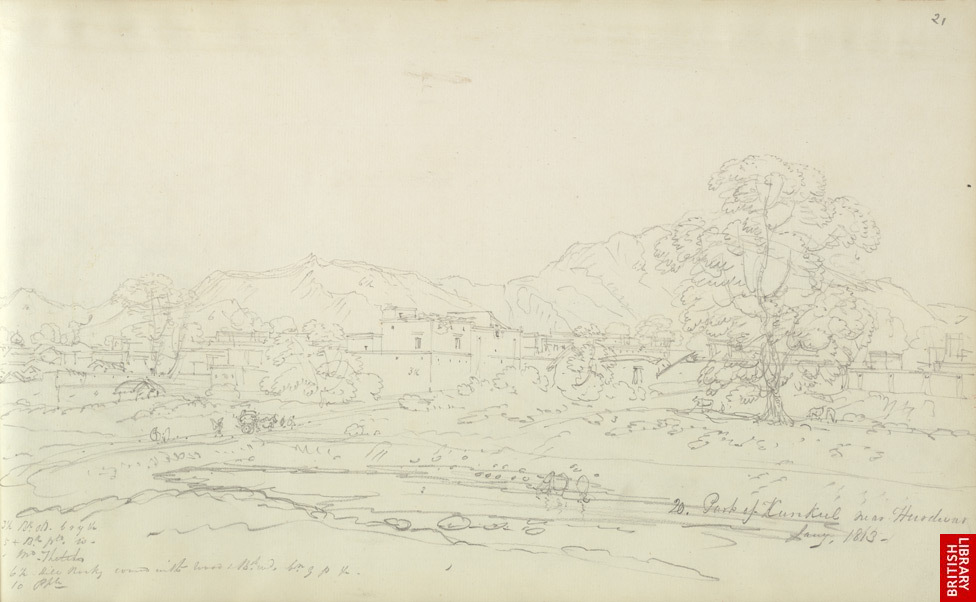
Part de Kankjal, llogaret a 3 km al sud de la ciutat d'Haridwar, el 1813. Dibuixat per Robert Smith (1787-1873)

Segons el Stalapurana (tradicions populars modernes que es fan passar per antigues llegendes puràniques) el sacrifici del cavall es feu on ara es troba el temple de Kottiyur —en una àrea boscosa al districte de Kannur, a Kerala (Índia).
Una altra tradició el situa a Kankhal (a l'estat indi d'Uttarakhand).
En el Vaiupurana i el Mahabharata es coneix Kankhal com Kanakhala.
S'hi troba un temple anomenat Dakxesvara Mahadev (nom de Xiva que significa ‘el gran déu, senyor de Dakxa’), que és al sud de la localitat.
El construí la reina Dhankaur el 1810 i fou reconstruït el 1962.